# Chirální pomocník
Chirální pomocník (chirální pomocná skupina) je funkční skupina nebo molekula, která může vytvořit chirální centrum, které je následně zabudováno do sloučeniny za účelem dosažení požadované stereoselektivity. Chiralita obsažená v molekule, která je jako pomocník použita, ovlivňuje stereoselektivitu jedné nebo několika dalších reakcí. Chirální pomocníky je obvykle možné obnovit a poté použít znovu.
Většina biomolekul a léčiv se vyskytuje jako jeden ze dvou možných enantiomerů, a tak je důležité připravovat tyto látky v enantiomerně čisté podobě. Jedním ze způsobů, jak získat čisté enantiomery, jsou právě chirální pomocníci.
Používání chirálních pomocníků zavedli v roce 1975 Elias James Corey (šlo o chirální 8-fenylmenthol) a v roce 1980 Barry Trost (který použil chirální kyselinu mandlovou). Derivát mentholu se obtížně připravuje; roku 1985 objevil J. K. Whitesell trans-2-fenyl-1-cyklohexanol, který je jeho možnou náhradou.

## Využití v asymetrické syntéze
Chirální pomocníci se používají jako součásti procesů, při kterých má být regulována stereochemie produktů. Při syntéze makrolidu cytovaricinu, kterou navrhl David A. Evans, považované za klasickou reakci s využitím chirálního pomocníka, se využívá chirální derivát oxazolidinonu při jedné asymetrické alkylaci a čtyřech asymetrických aldolových reakcích, čímž se nastaví absolutní stereochemie na devíti stereocentrech.
Stereoselektivní syntéza s využitím chirálních pomocníků se obvykle skládá ze tří částí. V první se chirální pomocník kovalentně naváže na substrát, v druhé u takto vytvořené sloučeniny proběhne jedna nebo více stereoselektivních reakcí a ve třetí je chirální pomocník odstraněn za podmínek, při kterých nedochází k racemizaci produktu. Kvůli nákladům na použití stechiometrických množství chirálních pomocníků, provádění několika mezireakcí a následnému odstraňování chirálních pomocníků je celý proces zdánlivě neefektivní, ovšem v mnoha případech jde o jediný možný způsob stereoselektivní přípravy dané látky. Procesy se zapojením chirálních pomocníků jsou podrobně prozkoumané a lze je použít v mnoha případech, a tak jsou často časově nejméně náročnými způsoby přípravy enantiomerně čistých produktů.
Produkty takovýchto procesů jsou navíc diastereomery, díky čemuž je možné je poměrně snadno oddělit například sloupcovou chromatografií nebo krystalizací.

## 8-fenylmenthol
Jedním z prvních využití chirálních pomocníků byla asymetrická Dielsova–Alderova reakce akrylátového esteru (−)-8-fenylmentholu s 5-benzyloxymethylcyklopemtadienem. Produkt této reakce byl přeměněn na jodlakton, meziprodukt Coreyovy symtézy prostaglandinů. Zadní strana molekuly akrylátu je blokována chirálním pomocníkem, díky čemuž cykloadice probíhá na přední straně.
8-fenylmenthol lze připravit z některého z enantiomerů pulegonu, ovšem tento postup není příliš účinný. Vzhledem k širokým možnostem využití tohoto postupu byly vyvinuty i jiné látky využitelné tímto způsobem, například trans-2-fenyl-1-cyklohexanol.

## 1,1’-Binaftyl-2,2’-diol (BINOL)

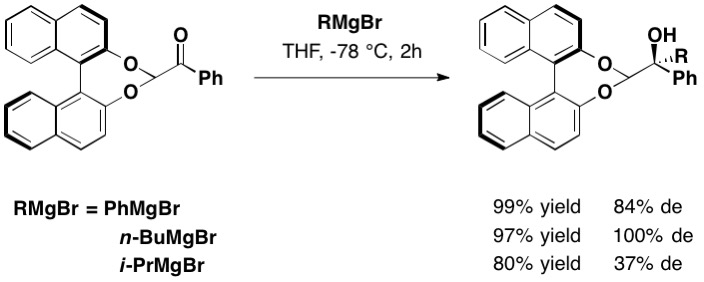
Diastereoselektivní adiční reakce Grignardova činidla s aldehydem chráněným pomocí BINOLu

1,1’-Binaftyl-2,2’-diol (zkráceně BINOL) se používá jako chirální pomocník od roku 1983.

(R)-BINOL

Hisaši Jamamoto použil (R)-BINOL jako chirálního pomocníka při asymetrické syntéze limonenu, jednoho z cyklických monoterpenů. (R)-BINOLmonoerylether byl připravem monosilylací a alkylací (R)-BINOLu. Následně byla provedena redukce organohlinitým činidlem a vznikl limonen, výtěžnost reakce činila 29 % a enantiomerní přebytek měl hodnotu 64 %.

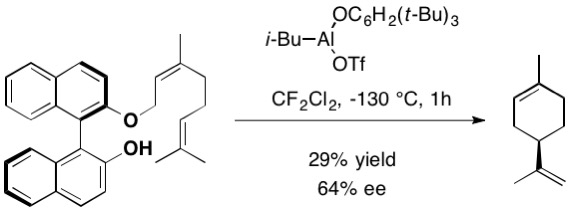
První reakce, ve které byl použit BINOL jako chirální pomocník

Enantiomerně čisté R-aminokyseliny lze připravit alkylací chirálních derivátů glycinu s využitím axiálně chirálního BINOLu. V závislosti na použitém elektrofilu se diastereomerní přebytek pohybuje od 69 do 86 %.

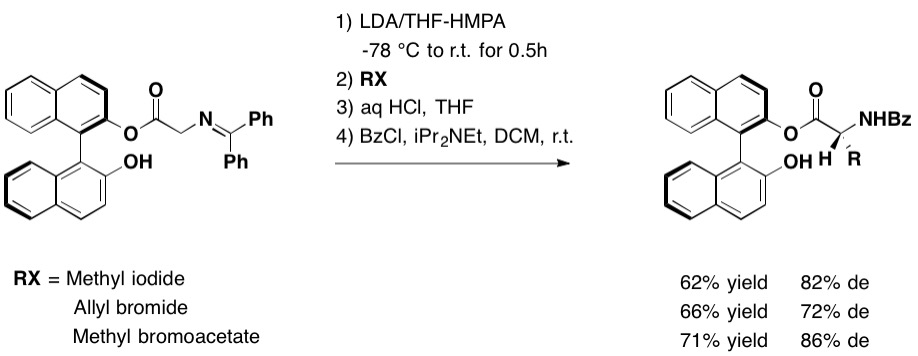
Diastereoselektivní adiční reakce Grignardova činidla s aldehydem chráněným pomocí BINOLu

Navázání BINOLu jakožto chránicí skupiny na aldehyd umožňuje diastereoselektivní reakce arylglyoxalů s Grignardovými činidly za vzniku chráněného atrolaktaldehydu se středním až vysokým diastereomerním přebytkem a dobrou výtěžností.

## Trans-2-fenylcyklohexanol

Trans-2-fenylcyklohexanol

Dalšími látkami, které mohou být použity jako chirální pomocníci, jsou trans-2-fenylcyklohexanol a jeho deriváty. Lze je použít při enových reakcích esterů kyseliny glyoxalové.

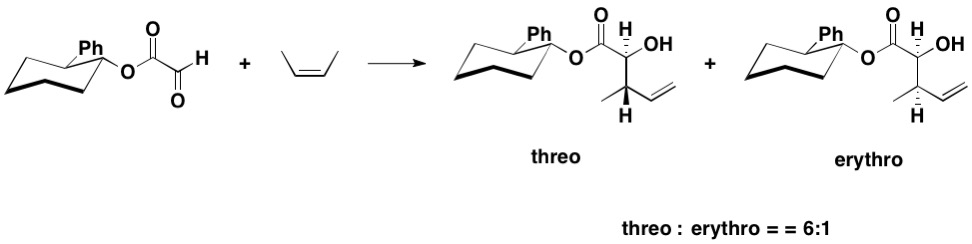
Trans-2-fenylcyklohexanol může být použít při enových reakcích jako chirální pomocník.

Při totální syntéze (−)-heptemeronu B a (−)-guanakastepenu E reaguje kyselina glyoxalová, na kterou je navázán trans-2-fenylcyklohexanol, s 2,4-dimethyl-pent-2-enem za přítomnosti chloridu cíničitého a vytváří jako hlavní produkt anti-adukt, který je požadovaným hlavním produktem, a syn-adukt v molárním poměru 10:1.

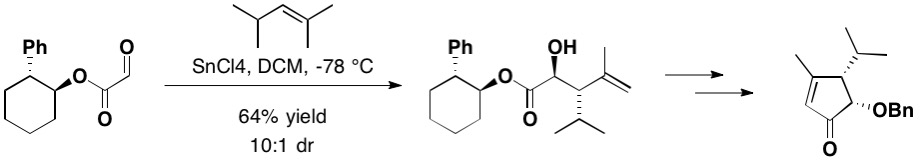
Reakce kyseliny glyoxalové s 2,4-dimethyl-2-pentanem za použití trans-2-fenylcyklohexanolu jako chirálního pomocníka

Při nahrazení fenylové skupiny tritylovou (tedy použití trans-2-tritylcyklohexanolu) je diastereoselektivita reakce ještě vyšší. Pomocí této látky lze provést oxidační cyklizaci řízenou chirálním manganistanem.

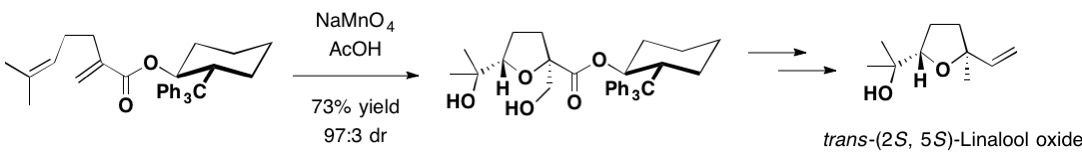
Využití trans-2-tritylcyklohexanolu při asymetrické oxidační cyklizaci řízené manganistanem

## Oxazolidinony
Chirální pomocníky odvozené od oxazolidinonu, které zavedl David A. Evans, lze použít při mnoha různých stereoselektivních syntézách, jako jsou aldolové reakce, alkylace a Dielsovy–Alderovy reakce. Oxazolidinony zde bývají substituovány na pozicích 4 nebo 5. I přes vliv sterických efektů se dají použít při substitucích mnoha různých skupin. Snadno se odstraňují, například hydrolýzou.

### Příprava
Oxazolidinony se připravují z aminokyselin nebo aminoalkoholů.
Acylace oxazolidinonů se provádí deprotonací pomocí n-butyllithia a následnou reakcí s acylchloridem.

### Využití při alkylacích
Deprotonací oxazolidinonimidů na α uhlíku pomocí silných zásad, jako je diisopropylamid lithný, selektivně vznikají Z-enoláty, u kterých lze poté provést stereoselektivní alkylaci.
Velmi vhodnými substráty pro takovéto reakce jsou aktivované elektrofily, jako například allyl- a benzylhalogenidy.

### Využití při aldolových reakcích
Chirální oxazolidinony se nejčastěji používají při stereoselektivních aldolových reakcích.
Mírnou enolizací Lewisovou kyselinou dibutylbortriflátem a zásadou diisopropylethylaminem se vytváří Z-enolát, u něhož posléze dojde k diastereoselektivní aldolové reakci s aldehydem.

## Kamforsultam

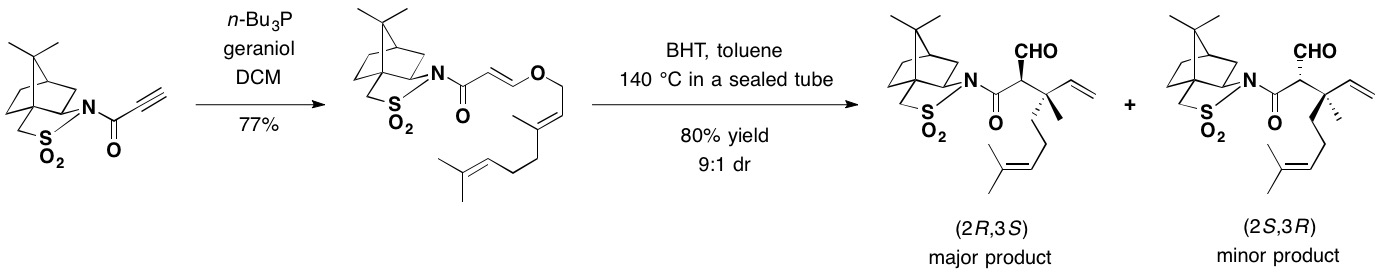
Využití kamforsultamu v Claisenově přesmyku

Kamforsultam, také nazývaný Oppolzerův sultam, se také používá jako chirální pomocník.

Kamforsultam

Při totální syntéze manzacidinu B se používá k asymetrické tvorbě oxazolinového cyklu. Na rozdíl od oxazolidinonových chirálních pomocníků má kamforsultam výraznou (2S,3R)-selektivitu.

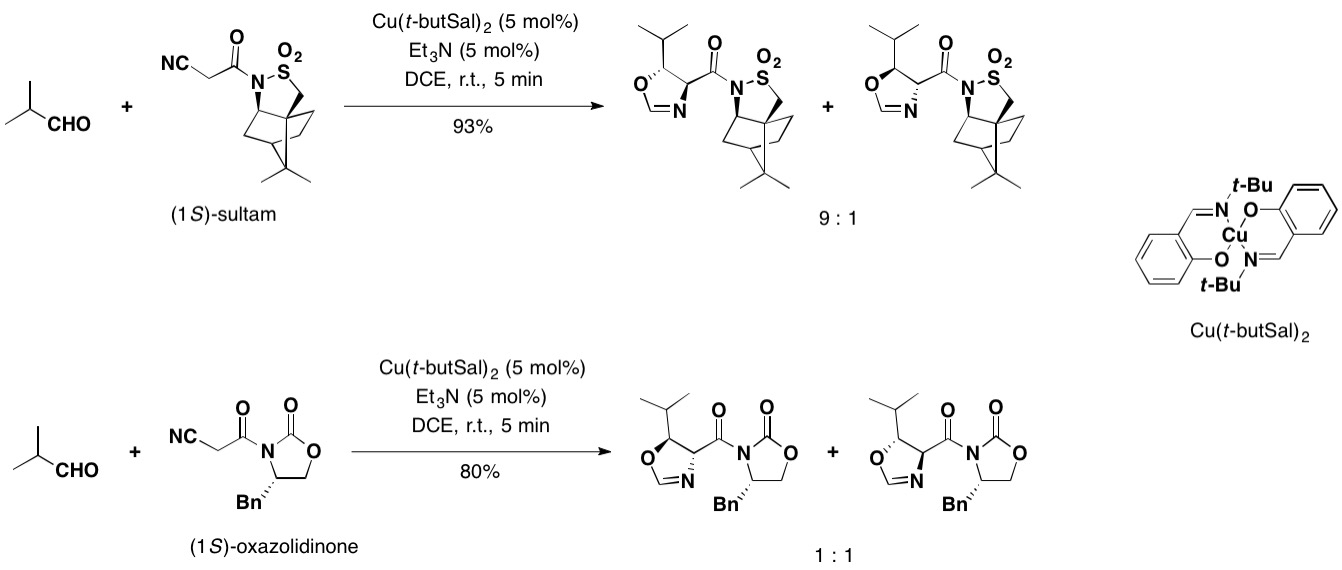
Chirální kamforsultam je oproti oxazolidinonům vhodnějším chirálním pomocníkem při jednošších asymetrických reakcích.

Také se používá při Michaelových reakcích. Stereoselektivní Michaelovou adicí thiolů na N-methakryloylkamforsultam za přítomnosti organolithné zásady vznikají produkty s vysokou diastereoselektivitou.

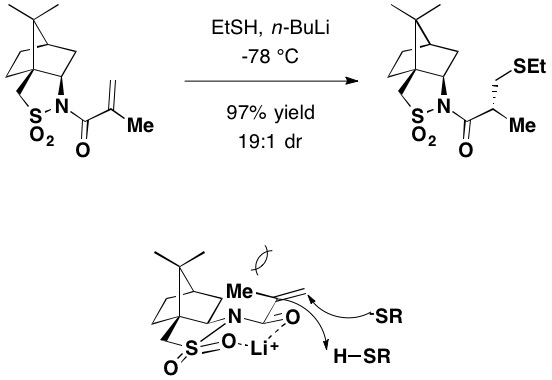
Kamforsultam se používá jako chirální pomocník při Michaelových adicích.

Kamforsultam může být chirálním pomocníkem i u asymetrických Claisenových přesmyků. Za přítomnosti butylhydroxytoluenu zachytávajícího volné radikály se toluenový roztok aduktu geraniolu s kamforsultamem zahřívá v uzavřené nádobě při 140 °C, přičemž je hlavním produktem (2R,3S)-izomer se 72% výtěžností, přičemž jsou zachována obě stereocentra.

## Pseudoefedrin
(R,R)-, i (S,S)-pseudoefedrin lze použít jako chirální pomocníky. Pseudoefedrin reaguje s karboxylovými kyselinami, jejich anhydridy a halogenidy za vzniku pseudoefedrinamidu.
Z karbonylových sloučenin lze snadno odštěpit α protony pomocí nenukleofilních zásad za tvorby enolátů, které se mohou účastnit dalších reakcí. Stereochemie vzniklé adiční sloučeniny (například s halogenalkanem) je řízena methylovou skupinou. Jakýkoliv adukt vytvořený tímto způsobem tak bude v poloze syn- vůči methylové a anti- vůči hydroxylové skupině. Pseudoefedrin se následně odstraní rozštěpením amidové vazby vhodným nukleofilem.

### Příprava
Lze zakoupit oba enantiomery pseudoefedrinu. Racemát se prodává jako dekongesční léčivo Sudafed. Protože jej lze použít na výrobu metamfetaminu, tak je jeho prodej pro výzkumné účely regulován; alternativou může být při alkylačních reakcích použití pseudoefenaminových chirálních pomocníků. Pseudoefenamin není snadno komerčně dostupný, ale dá se připravit z benzilu a nelze z něj získat amfetaminy.
Pseudoefedrinamidy se obvykle připravují acylací pomocí acylhalogenidů nebo acylanhydridů.

### Alkylační reakce
Pseudoefedriamidy jaou deprotonovány silnými zásadami, jako je například diisopropylamid lithný, na příslušné (Z)-enoláty. Alkylace těchto lithných enolátů je vysoce stereoselektivní.
Diastereoselektivita je důsledkem toho, že molekuly lithných alkoxidů jsou zde z jedné strany blokovány sekundárními alkoxidy a molekulami rozpouštědla spojenými s lithnými kationty. Diastereoselektivita reakce závisí na množství chloridu lithného a na druhu rozpouštědla (tím nejčastěji bývá tetrahydrofuran). Obvykle stačí k nasycení roztoku enolátu 4 až 6 ekvivalentů chloridu lithného.
Jedna z výhod provádění asymetrických alkylací pomocí pseudoefedrinamidů spočívá v tom, že amidy enolátů jsou většinou dostatečně silnými nukleofily, aby reagovaly s primárními a sekundárními halogenidy při teplotách od 78 °C do 0 °C. Kvartérních uhlíková centra lze také vytvářet také alkylací α rozvětvených amidenolátů, i když při použití méně reaktivních elektrofilů je potřeba přidat do reakční směsi N,N′-dimethylpropylenmočovinu.

### Odstranění
Za vhodných podmínek mohou být pseudoefedrinamidy přeměněny na enantiomerně čistší karboxylové kyseliny, alkoholy, aldehydy a ketony.
Následně může být chirální pomocník obnoven a znovu použit.

## Terc-butansulfinamid
Terc-butansulfinamid je sulfinamid, jehož možné využití při asymetrické syntéze objevil a významně rozvinul Jonathan A. Ellman. Tato látka tak bývá často nazývána Ellmanův chirální pomocník nebo Ellmanův sulfinamid.

### Příprava
Z terc-butyldisulfidu lze připravit oba enantiomery terc-butansulfinamidu, a to ve dvou krocích: nejprve katalytickou asymetrickou oxidací vznikne, s vysokou výtěžností i velkým enantiomerním přebytkem, disulfid, jenž následně reaguje s amidem lithným v amoniaku za vzniku enantiomerně čistého produktu s opačnou konfigurací.
Kondenzace terc-butansulfinamidu s aldehydy a ketony mívají vysokou výtěžnost a vytvářejí pouze (E)-izomer příslušného N-sulfinyliminu.

## SAMP/RAMP
Dieter Enders a Elias James Corey objevili a rozvinuli alkylační reakce chirálních látek (S)-1-amino-2-methoxymethylpyrrolidinu (SAMP) a (R)-1-amino-2-methoxymethylpyrrolidinu (RAMP).

### Příprava
SAMP se připravuje v šesti krocích z (S)-prolinu a RAMP z kyseliny (R)-glutamové.

### Alkylace
Kondenzací SAMPu nebo RAMPu s aldehydy a ketony vznikají (E)-hydraziny. Následná deprotonace diisopropylamidem lithným a přidání alkylhalogenidu vedou k tvorbě alkylovaného produktu; chirální pomocník může být odstraněn hydrolýzou nebo ozonolýzou.

## Využití v průmyslu
Chirální pomocníky lze obvykle použít při velkém počtu různých asymetrických syntéz. Používají se například při výrobě léčiv.

### Tipranavir
Tipranavir je inhibitor proteázy HIV používaný na léčbu AIDS. První enantioselektivní metoda výroby této látky zahrnovala konjugovanou adici Gilmanova činidla na chirální Michaelův akceptor.
Chirální oxazolidinon v Michaelově akceptoru určuje stereochemii jednoho či dvou stereocenter molekuly.
Později vyvinutý postup výroby Tipranaviru neobsahuje reakci s chirálním pomocníkem, místo toho se stereocentrum vytvoří asymetrickou hydrogenací.

### Atorvastatin
Vápenatá sůl atorvastatinu se, prodávaná pod obchodním názvem Lipitor, používá ke snížení koncentrace cholesterolu v krvi. Při první známé metodě asymetrické syntézy atorvastatinu byla využita diastereoselektivní aldolová reakce chirálního esteru při tvorbě jednoho ze dvou alkoholových stereocenter. Při průmyslové výrobě vzniká toto stereocentrum pomocí kyseliny isoaskorbové.